# La Luisiana
La Luisiana és una localitat de la província de Sevilla, Andalusia, Espanya. L'any 2005 tenia 4.495 habitants. La seva extensió superficial és de 43 km² i té una densitat de 104,5 hab/km². Les seves coordenades geogràfiques són 37° 31′ N, 5° 15′ O. Està situada a una altitud de 167 metres i a 69 kilòmetres de la capital de la província, Sevilla.

## Demografia
| 1996  | 1998  | 1999  | 2000  | 2001  | 2002  | 2003  | 2004  | 2005  |
| ----- | ----- | ----- | ----- | ----- | ----- | ----- | ----- | ----- |
| 4.331 | 4.349 | 4.339 | 4.344 | 4.360 | 4.360 | 4.386 | 4.413 | 4.495 |